# Luigi Barbasetti

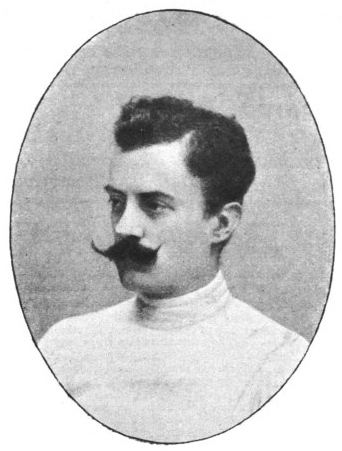
Luigi Barbasetti (1900)

Giuseppe Luigi Barbasetti (* 21. Februar 1859 in Udine; † 31. März 1948 in Verona) war ein italienischer Fechtmeister, -lehrer und Reformer des Fechtens.

## Leben
Als Geburtsort Barbasettis wurde in der Vergangenheit stets Cividale del Friuli angegeben. In Wirklichkeit war er in Udine geboren. Barbasetti hatte später als Geburtsort Cividale del Friuli angegeben, in Verehrung an den dort im 14. Jahrhundert geborenen Fechtmeister Fiore dei Liberi. Über seine Familie ist wenig bekannt. Sein Bruder arbeitete als königlicher Beamter in Mailand. Mit 20 Jahren wurde er zum Militärdienst eingezogen. Zusammen mit anderen elf wurde Barbasetti für die militärische Fechtausbildung in Mailand ausgewählt.
Von 1885 bis 1891 wirkte er als Fechtlehrer in Rom an der Scuola magistrale militare, wurde später Fechtmeister in Triest und dank seiner Fähigkeiten nach Wien berufen, wo er von 1894 bis 1915 sein Fechtmeisteramt ausübte und 1904 die Akademie der Fechtkunst gründete. Unter der Schirmherrschaft Erzherzog Franz Salvators tat sich Barbasetti 1895 in Wien federführend an der Reform des Fechtsports hervor, indem er die moderne italienische Fechtmethode dem deutschen Sprachraum zugänglich machte. Seine auf Deutsch verfassten Bücher (Das Säbelfechten, Das Stoßfechten, Ehrencodex) trugen das Ihrige dazu bei. Wegen des Verdienstes, den Fechtsport in Mitteleuropa reformiert zu haben, nahm Barbasetti vom 18. bis zum 20. Dezember 1913 als Gast am zweiten deutschen Armeefechtturnier der Militär-Turnanstalt in Berlin Teil. Der Kommandant der Anstalt Oberstleutnant Bauer schrieb in der Einladung, „Barbasetti solle die Früchte der `von ihm begründeten Schule`durch eigene Anschauung kennenlernen.“ Am letzten Tag des Turniers lieferten sich Barbasetti und Milan Neralic ein Säbelgefecht, welches von Wilhelm II. und dem Kriegsminister Erich von Falkenhayn besucht worden war. Der König von Italien Viktor Emanuel III. ernannte Barbasetti 1898 zum Ritter und zeichnete ihn mit der Kronenorden von Italien aus. Er erhielt 1901 außerdem als erster Berufsfechter in Österreich-Ungarn das goldene Verdienstkreuz mit Krone.
In der Wiener Hofmühlgasse 15 trainiert der von Barbasetti gegründete Union Fechtclub Wien; eine Gedenktafel am Haus des Fechtclubs erinnert an den Reformator der Fechtkunst in Österreich.

## Schriften (Auswahl)
- The Art of the Foil. 1932. Neuausgabe 1998. ISBN 0-7607-0943-2
- The Art of the Sabre and the Epee. 1936. Neuausgabe 2019. ISBN 978-3-96401-005-6
- Das Säbelfechten. Wien 1898.
- Ehren-Codex. Übersetzt und den Österreichisch-Ungarischen Gebräuchen angepasst von Gustav Ristow.